# ウィリアム・ピーター (第12代ピーター男爵)
第12代ピーター男爵ウィリアム・バーナード・ピーター（英: William Bernard Petre, 12th Baron Petre、1817年12月20日 – 1884年7月4日）は、イングランド貴族。

## 生涯
第11代ピーター男爵ウィリアム・ヘンリー・フランシス・ピーターと1人目の妻フランシス・シャーロット（Frances Charlotte、1796年4月19日 – 1822年1月29日、第5代準男爵サー・リチャード・べディングフェルドの娘）の息子として、1817年12月20日に生まれ、22日にエセックス州のソーンドン・ホールで洗礼を受けた。
1850年7月3日に父が死去すると、ピーター男爵位を継承した。政治では自由党に属した。
ローマ教皇よりピウス9世大十字勲章を授与された。
1883年時点でエセックス州に19,085エーカーの領地を所有し、年収22,597ポンドに相当した。
1884年7月4日にメリルボーンのポートランド・プレイス35号で死去、10日にソーンドン・ホールで埋葬された。長男ウィリアム・ジョセフが爵位を継承した。

## 家族
1843年9月26日、メアリー・テリーザ・クリフォード（Mary Teresa Clifford、1823年9月1日 – 1895年12月31日、チャールズ・トマス・クリフォード閣下の娘）と結婚、4男9女をもうけた。
- フランシス・メアリー（1844年8月27日 – 1920年5月25日） - 1873年9月4日、第7代グラナード伯爵ジョージ・フォーブス（英語版）と結婚、子供あり[3]
- イーディス・メアリー（1846年1月5日 – 1846年1月13日[2]）
- ウィリアム・ジョセフ（1847年2月26日 – 1893年5月8日） - 第13代ピーター男爵[1]
- マーガレット・メアリー（1850年4月8日 – ?） - 修道女[2]
- キャサリン・メアリー・ルーシー（1851年10月12日[2] – 1932年10月21日） - 生涯未婚[4]
- テリーザ・メアリー・ルイーザ（1853年7月29日 – ?） - 修道女[2]
- メアリー・ウィニフレッド（1855年1月23日 – 1947年7月31日） - 修道女[2][5]
- イリナ・メアリー（1856年8月4日[2] – 1908年11月17日） - 1880年8月25日、エドワード・サウスウェル・トラフォード（Edward Southwell Trafford、1912年8月2日没）と結婚、子供あり[4]
- バーナード・ヘンリー・フィリップ（1858年5月31日 – 1908年6月16日） - 第14代ピーター男爵[1]
- モニカ・メアリー（1860年4月15日[2] – 1907年5月15日） - 1879年2月5日、ジョン・アーズウィック・バトラー＝ボウデン（John Erdeswick Butler-Bowden、1929年1月2日没）と結婚、子供あり[4]
- フィリップ・ベネディクト・ジョセフ（1864年8月21日 – 1908年12月6日） - 第15代ピーター男爵[1]
- ジョセフ・ルーシャス・ヘンリー（1866年4月22日 – 1900年1月24日） - 第二次ボーア戦争で戦死[4]